# Vaux-sur-Vienne
Vaux-sur-Vienne és un municipi francès situat al departament de la Viena i a la regió de la Nova Aquitània. L'any 2007 tenia 590 habitants.

## Demografia

### Població
El 2007 la població de fet de Vaux-sur-Vienne era de 590 persones. Hi havia 230 famílies de les quals 44 eren unipersonals (16 homes vivint sols i 28 dones vivint soles), 83 parelles sense fills, 87 parelles amb fills i 16 famílies monoparentals amb fills.
La població ha evolucionat segons el següent gràfic:
Habitants censats

### Habitatges
El 2007 hi havia 263 habitatges, 227 eren l'habitatge principal de la família, 21 eren segones residències i 15 estaven desocupats. Tots els 261 habitatges eren cases. Dels 227 habitatges principals, 194 estaven ocupats pels seus propietaris, 31 estaven llogats i ocupats pels llogaters i 2 estaven cedits a títol gratuït; 2 tenien una cambra, 4 en tenien dues, 23 en tenien tres, 80 en tenien quatre i 118 en tenien cinc o més. 197 habitatges disposaven pel capbaix d'una plaça de pàrquing. A 77 habitatges hi havia un automòbil i a 141 n'hi havia dos o més.

### Piràmide de població
La piràmide de població per edats i sexe el 2009 era:
| Homes | Edats   | Dones |
| ----- | ------- | ----- |
| 0     | 95 o +  | 4     |
| 0     | 90 a 94 | 4     |
| 0     | 85 a 89 | 0     |
| 0     | 80 a 84 | 4     |
| 4     | 75 a 79 | 8     |
| 4     | 70 a 74 | 4     |
| 12    | 65 a 69 | 20    |
| 20    | 60 a 64 | 12    |
| 8     | 55 a 59 | 24    |
| 24    | 50 a 54 | 16    |
| 32    | 45 a 49 | 28    |
| 20    | 40 a 44 | 24    |
| 36    | 35 a 39 | 16    |
| 12    | 30 a 34 | 20    |
| 12    | 25 a 29 | 24    |
| 16    | 20 a 24 | 4     |
| 12    | 15 a 19 | 40    |
| 4     | 10 a 14 | 12    |
| 28    | 5 a 9   | 16    |
| 20    | 0 a 4   | 16    |

## Economia
El 2007 la població en edat de treballar era de 386 persones, 292 eren actives i 94 eren inactives. De les 292 persones actives 262 estaven ocupades (147 homes i 115 dones) i 30 estaven aturades (10 homes i 20 dones). De les 94 persones inactives 35 estaven jubilades, 28 estaven estudiant i 31 estaven classificades com a «altres inactius».

### Ingressos
El 2009 a Vaux-sur-Vienne hi havia 234 unitats fiscals que integraven 644 persones, la mediana anual d'ingressos fiscals per persona era de 18.273 €.

### Activitats econòmiques
Dels 11 establiments que hi havia el 2007, 2 eren d'empreses extractives, 1 d'una empresa de construcció, 3 d'empreses de comerç i reparació d'automòbils, 1 d'una empresa d'hostatgeria i restauració i 4 d'empreses de serveis.
Dels 2 establiments de servei als particulars que hi havia el 2009, 1 era un guixaire pintor i 1 electricista.
L'únic establiment comercial que hi havia el 2009 era una botiga de menys de 120 m².
L'any 2000 a Vaux-sur-Vienne hi havia 7 explotacions agrícoles que ocupaven un total de 234 hectàrees.

## Equipaments sanitaris i escolars
El 2009 hi havia una escola elemental.

## Poblacions més properes
El següent diagrama mostra les poblacions més properes.